# Nhan Hồi

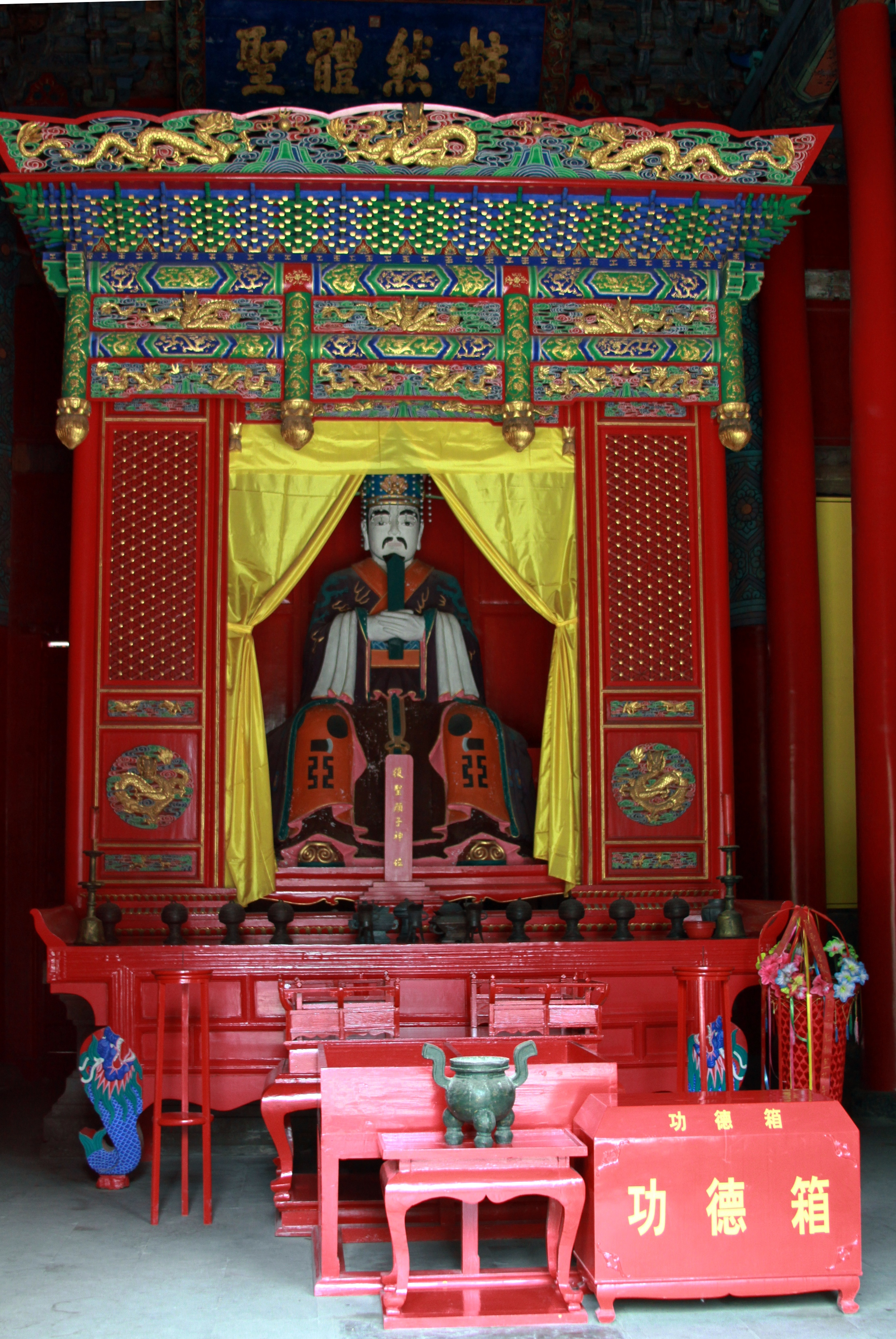
Tượng Nhan Hồi tại đền của ông ở Khúc Phụ, tỉnh Sơn Đông

Nhan Hồi (tiếng Trung: 顏回; Wade–Giles: Yen Hui; 521?–481 TCN) là đồ đệ yêu quý của Khổng Tử và là một trong những nhân vật Khổng giáo được tôn kính nhất. Trong Văn Miếu ông được thờ tự và được xem là một trong Tứ Phối.